# Гайко Маєр
Гайко Маєр (нім. Heiko Meyer, 2 грудня 1976) — німецький стрибун у воду.
Призер Олімпійських Ігор 2000 року, учасник 2004 року.
Призер Чемпіонату Європи з водних видів спорту 1997, 2006 років.